# Ахондзадех, Масуд Хаджи
Масуд Хаджи Ахондзаде (перс. مسعود حاجی آخوندزاده‎, род. 29 апреля 1978, Мешхед) — иранский дзюдоист.
Хаджи Ахондзаде финишировал на совместном пятом месте в сверхлегкой (до 60 кг) весовой категории в Летних Олимпийских играх 2004 года, проиграв матч за бронзовую медаль Чхве Мин Хо из Южной Кореи. Он выиграл золотую медаль в Азиатских играх 2002 года в Пусане, победив Базарбека Донбая из Казахстана.